# Hans Brockmann (Chemiker, 1903)
Hans Brockmann (* 18. Oktober 1903 in Altkloster; † 1. Mai 1988 in Göttingen) war ein deutscher Chemiker.

## Leben
Brockmann wurde 1928 an der  Universität Halle bei Daniel Vorländer mit dem Thema Synthese einiger Polypeptide und Studien über das Verhalten, sowie das einiger Derivate gegenüber verdünntem Alkali, verdünnter Säure und Fermenten promoviert.  Nach der „Machtergreifung“ der Nationalsozialisten trat er zum 1. Mai 1933 der NSDAP bei (Mitgliedsnummer 3.159.412). Nach seiner Habilitation an der Georg-August-Universität Göttingen arbeitete er von 1936 bis 1941 im Bereich der organischen Chemie unter dem Nobelpreisträger von 1928, Adolf Windaus. 1941 erhielt er einen Lehrstuhl an der Reichsuniversität Posen.
1945 kehrte Brockmann als Nachfolger von Windaus nach Göttingen zurück. Von 1945 bis 1972 war er Direktor des neu geschaffenen Instituts für Organische Chemie der Georg-August-Universität Göttingen und arbeitete dort als Hochschullehrer und Forscher. Im Jahr 1956 wurde er zum Mitglied der Gelehrtenakademie Leopoldina gewählt.
Aus Fischleberölen konnte Brockmann einen Wirkstoff isolieren, der Vitamin D3 genannt wurde. Dieses Vitamin D3 ist der (auch von Windaus erforschte) antirachitische Faktor des Lebertrans, der zur Bekämpfung der Rachitis viel verwendet wurde.
Besonders aber auf dem Gebiet der Antibiotika-Forschung, u. a. mit der Strukturaufklärung und der Synthese des Actinomycins und verwandter Verbindungen, erfuhr er weltweite Anerkennung.
Nachfolger von Hans Brockmann am Institut für Organische Chemie wurde 1978 Lutz Friedjan Tietze aus Dortmund.
Sein Sohn Hans Brockmann (1936–2019) wurde ebenfalls Chemiker.

## Veröffentlichungen
- Synthese einiger Polypeptide und Studien über ihr Verhalten, sowie das einiger Derivate gegenüber verdünntem Alkali, verdünnter Säure und Fermenten. Naturwiss. Dissertation, Berlin / Halle 1928.
- (Hrsg.: K. Freudenberg): Stereochemie. Eine Zusammenfassung der Ergebnisse, Grundlagen und Probleme. (in Einzeldarstellungen), Deuticke, Leipzig (u. a.) 1933; XVI + 1.509 S.
- Untersuchungen über Actinomycine. Aufsatz. In: Vorträge [...] anläßlich der Wissenschaftlichen Tagung unter dem Präsidium von Prof. Dr. Madsen und Sir Henry Dale zur 100. Wiederkehr der Geburtstage von Paul Ehrlich und Emil von Behring am 16. März 1954 in Frankfurt-Hoechst. (Behringwerke), Marburg-Lahn 1954, S. 15–36
- Wege zu einer Chemotherapie des Krebses. Vandenhoeck & Ruprecht, Göttingen 1962

## Auszeichnungen
- 1954 Emil-Fischer-Medaille
- 1959 Carl-Friedrich-Gauß-Medaille